# Attica!
Attica! is het derde studioalbum van de Belgische rockband Monza. Het werd in maart 2008 uitgebracht.

## Achtergrond
Na het album Grand (2005) veranderde Monza opnieuw van bezetting. Basgitarist Bart Delacourt werd de producent van het nieuwe album Attica!. Zijn broer Kris Delacourt en gitarist Bruno Fevery werden de nieuwe leden van de band.

## Nummers
1. De Dag Is Helder – 3:14
2. Wie Danst Er Nog? – 3:46
3. Attica! – 3:06
4. Engeland – 3:43
5. Tanken In Luxemburg – 3:08
6. De Schuld Van De Deejay – 3:29
7. Conquistadores – 3:20
8. Lobby – 2:51
9. Solaris – 4:41
10. Wenen In Wenen – 2:37
11. Naar Het Bal – 3:22
12. Als Ze Swingt – 3:31
13. Bijna Niets – 5:23

## Medewerkers
Monza
- Stijn Meuris – zang
- Bruno Fevery – gitaar
- Bart Delacourt – basgitaar
- Dirk Loots – drum
- Kris Delacourt – toetsen, gitaar

Overige
- Bart Delacourt – producent, geluidsmix
- Raf Roesems – mastering